# كبير مصطفى عمي
كبير مصطفى عمي هو كاتب ولد عام بمدينة تازة بالمغرب ، أبوه جزائري وأمّه مغربية، و هو يعيش في فرنسا منذ أكثر من ثلاثين سنة . و يدرّس اللغة الانجليزية.

## أعماله
- تقسيم العالم ، 1999.
- تاغاست ، 1999.
- على خطى القديس أوغسطين ، 2001.
- فتاة الريح ، 2002.
- الجزائر البيضاء ; الأراضي المتنازع عليها ، 2003.
- استحضار الحلاج شهيد الإسلام الصوفي 2003.
- ورقة من زجاج, 2004.
- عبد القادر ، 2004.
- أبوليوس، محررتي وأنا ، 2006.
- سماء بلا منعطفات، 2007.
- الفضائل اللاأخلاقية ، 2009.
- مردخاي ، 2011.
- عبد القادر. لا للاستعمار، آرل، فرنسا، منشورات آكت سود جونيور، سلسلة «لذين قالوا لا »، 2011 ، 95 ص.(ردمك 978-2-7427-8500-1)
- محتال عبقري"، باريس، ميركور دو فرانس، السلسلة "الزرقاء"، 2014 ، 256 ص.(ردمك 978-2-7152-3489-5)

## الأوسمة
- وسام ملكي من رتبة ضابط - تم تقليده في 22 غشت 2016 وسام المكافأة الوطنية برتبة ضابط في - وسام الاستحقاق الوطني - من قبل الملك محمد السادس.